# Oficines de la Casa Sabater
Les Oficines de la Casa Sabater és un edifici protegit com a bé cultural d'interès local al municipi de Reus (Baix Camp), construït per l'arquitecte reusenc Josep Simó i Bofarull entre els anys 1918 i 1919.

## Arquitectura
L'edifici, de planta baixa i terrat, es va construir per a albergar les luxoses oficines de l'empresa Sabater, que es dedicava al comerç de fruits secs i olis. Situat en un xamfrà, té una sola planta, i les façanes presenten un sòcol dividit en dos sectors, l'inferior format per grans blocs de pedra sobre el que reposa el segon, que combina llambordes de granit i lloses de pedra. Sobre el sòcol hi ha un mur decorat amb esgrafiats, on s'obren les finestres d'arcs rebaixats, protegides per reixes de forja.
A l'interior, hi ha un vestíbul que precedeix una gran sala envoltada de taulells i il·luminada per la llum zenital d'una gran lluerna. Té aparença de seu d'entitat bancària, perquè des d'antic les grans cases tractants en fruits secs actuaven com a bancs, avançant diners als productors que eren tornats amb els productes de la collita.
A la decoració destaca la gran profusió d'elements decoratius neoclàssics com columnes i pilastres estriades amb capitells i motllures, garlandes, volutes i sanefes, tot de guix, cosa que Simó aplicarà l'any següent a l'edifici del Centre de Lectura. El resultat final donava una imatge de prestigi.

## Història
Josep Sabater Roig era un important exportador d'olis i fruits secs que treballava amb països de tot el món, com ara Argentina, Dinamarca, els Estats Units, Filipines, Mèxic, Suècia, Txecoslovàquia, Romania o Egipte. El 1918 va presentar un projecte a l'Ajuntament per a construir les oficines de la seva empresa a les cantonades del Llavors carrer de Sant Josep i Sant Manel amb el de Sant Miquel. El projecte original preveia la construcció de l'accés just al xamfrà, però l'informe municipal l'obligava a modificar l'alineació dels magatzems de la mateixa casa Sabater, que era on hi ha ara la plaça d'Antoni Sabater, realitzant un xamfrà simètric al proposat. Aquestes exigències van fer variar el projecte, i es va traslladar la porta d'accés a la seva situació actual. Actualment, les oficines, restaurades estan ocupades per la societat municipal Aigües de Reus.